# Лі Йон Сам
Лі Йон Сам (нар. 22 серпня 1972) — північнокорейський борець вільного стилю, триразовий чемпіон Азії, чемпіон Азійських ігор, бронзовий призер Олімпійських ігор.

## Біографія
Боротьбою почав займатися з 1984 року. Тренувався під керівництвом Кан Чан Йона. Виступав за спортивний клуб Сосона з Пхеньяна.

## Виступи на Олімпіадах
| Змагання                    | Збірна | Вагова категорія | Місце  |
| --------------------------- | ------ | ---------------- | ------ |
| Літні Олімпійські ігри 1996 | КНДР   | 57 кг            | Бронза |
| Літні Олімпійські ігри 2000 | КНДР   | 58 кг            | 11     |

На літніх Олімпійських іграх 1996 року в Атланті здобуває бронзову нагороду. У півфіналі чисто поступився Кендаллу Кроссу зі Сполучених Штатів Америки, а у сутичці за третє місце переміг Гаруна Дооана з Туреччини.
На літніх Олімпійських іграх 2000 року в Сіднеї зайняв лише 11 місце. Перемігши у першій сутичці Андрія Фашанека зі Словаччини, у другій поступився Давіду Погосяну з Грузії і вибув з подальших змагань у турнірі.

## Виступи на Чемпіонатах Азії
| Змагання                       | Збірна         | Вагова категорія | Місце  |
| ------------------------------ | -------------- | ---------------- | ------ |
| Чемпіонат Азії з боротьби 1996 | Північна Корея | 57 кг            | Золото |
| Чемпіонат Азії з боротьби 1997 | Північна Корея | 58 кг            | 4      |
| Чемпіонат Азії з боротьби 1999 | Північна Корея | 58 кг            | Золото |
| Чемпіонат Азії з боротьби 2000 | Північна Корея | 58 кг            | Золото |

## Виступи на Азійських іграх
| Змагання           | Збірна         | Вагова категорія | Місце  |
| ------------------ | -------------- | ---------------- | ------ |
| Азійські ігри 1998 | Північна Корея | 58 кг            | Золото |
| Азійські ігри 2002 | Північна Корея | 60 кг            | 13     |

## Виступи на інших змаганнях
| Змагання                         | Збірна         | Вагова категорія | Місце  |
| -------------------------------- | -------------- | ---------------- | ------ |
| Всесвітні ігри військовиків 1999 | Північна Корея | 58 кг            | Срібло |